# Dietrich Diederichs-Gottschalk
Dietrich Diederichs-Gottschalk (* 4. Juli 1950) ist ein deutscher evangelisch-lutherischer Theologe und Kunsthistoriker. Wegen seines langen Namens wird er zumeist „Di-Di-Go“ genannt.

## Leben
Dietrich Diederichs-Gottschalk, Sohn des Restaurators und Kunstmalers Carl Diederichs, ist in einem kleinen Dorf am Harz aufgewachsen. Nach dem Besuch des Gymnasiums studierte er in Göttingen Theologie und Kunstgeschichte. 1978 wurde er in Westerholt im Kirchenkreis Harlingerland in Ostfriesland zum Pastor ordiniert. Von 1982 bis 1985 war er Schulpastor in Norden. Anschließend hatte er bis 1991 eine halbe Stelle als Schulpastor in Loxstedt und eine halbe Pfarrstelle in Nesse (Loxstedt) inne. Nach zwei Jahren in Nordholz war er die letzten 20 Jahre bis zum Eintritt in den Ruhestand (2012) im Sandstedt an der Unterweser Gemeindepastor.
Diederichs-Gottschalk war der erste evangelische Pastor, der in Norddeutschland in einem Strom Jugendliche und Erwachsene taufte. Im Jahr 2000 führte er die erste Wesertaufe durch, die seitdem jedes Jahr am Johannistag stattfindet, dem Patron der Kirche zu Sandstedt. 2004 wurde er an der Theologischen Fakultät in Göttingen zum Dr. theol. promoviert. Er veröffentlichte mehrere kunst- und kirchengeschichtliche Schriften. Verheiratet war er bis zu deren Tod im September 2023 mit der Lehrerin und Autorin Felicitas Gottschalk. Aus der Verbindung ging ein Sohn hervor. Diederichs-Gottschalk lebt in Padingbüttel.

## Werke
- mit Matthias D. Schön und Gabriele Uhe: Bilder aus Eisen. Ofenplatten aus Renaissance und Barock. Eigenverlag Landkreis Cuxhaven, Cuxhaven 1992.
- mit Jürgen M. Schipper, Lothar Teckemeyer, Ulrich Ahrensmeier (Fotografien) und Hasso von Poser und Gross-Naedlitz (Hrsg.): Treibgut – Grundlose Bilder von Hermann Buß. Verlag Schnell und Steiner, Regensburg 2001, ISBN 978-3-7954-1328-6.
- Die protestantischen Schriftaltäre des 16. und 17. Jahrhunderts in Nordwestdeutschland. Verlag Schnell + Steiner, Regensburg 2005, ISBN 978-3-7954-1762-8.
- Mein Schall aufs Ewig weist. Die Bildprogramme an Orgelemporen und Kirchenausstattungen in der St. Bartholomäuskirche Golzwarden und der St. Pankratiuskirche Hamburg-Neuenfelde im Kontext der Orgeln von Arp Schnitger. Isensee Verlag, Oldenburg 2017, ISBN 978-3-7308-1404-8.
- mit Michael Weisser: WhitePaperCollection 23: Michael Weisser im Dialog mit Dr. Diederichs-Gottschalk. Verlag BookRix, München 2017, ISBN 978-3-7438-1200-0.
- Dietrich Diederichs-Gottschalk: Reformatorische Kirchenumgestaltung. Tho Gots ere und guder gedächtnis – Die Veränderung und künstlerische Neuausstattung der mittelalterlichen Landkirchen in den norddeutschen Marschen Land Wursten und Osterstade von den Anfängen der Reformation bis zum Ende des Dreißigjährigen Krieges. Hrsg.: Nicola Borger-Keweloh. Verlag Schnell & Steiner, Regensburg 2020, ISBN 978-3-7954-3512-7.